# Jenő Raffai
Jenő Raffai (* 1954 in Szombathely; † 3. April 2015 in Szentendre) war ein ungarischer Psychologe, Psychoanalytiker und Fachautor, der in Budapest lebte und arbeitete.

## Wirken
Auf Basis seiner langjährigen Arbeit mit an Psychosen erkrankten Jugendlichen entwickelte er ab Mitte der 1990er-Jahre zusammen mit seinem Lehranalytiker György Hidas die Forschungsrichtung und das Therapiekonzept der Mutter-Kind-Bindungsanalyse. Das Konzept der Mutter-Kind-Bindungsanalyse (oft verkürzt zu Bindungsanalyse) wurde in Deutschland Ende der 1990er und Anfang der 2000er Jahre über das in Institut für Psychoanalyse und Psychotherapie Heidelberg-Mannheim rezipiert und fand Unterstützung durch die Internationale Gesellschaft für prä- und perinatale Psychologie und Medizin und deren Fachzeitschrift.
Jenő Raffai war Präsident der Ungarischen Gesellschaft für Prä- und perinatale psychologische Medizin. Im Internationalen Jahr des Kindes 2001 gehörte Raffai zu einem aus zwölf Wissenschaftlern bestehenden Komitee, das die UNO beauftragte, ein Programm zur friedlichen und gewaltfreien Erziehung von Kindern zu erarbeiten und den Regierungen der Mitgliedsstaaten zur Umsetzung zu empfehlen.
Raffai war verheiratet und hatte drei Kinder.

## Veröffentlichungen (Auswahl)
in ungarischer Sprache:
- Megfogantam, tehat vagyok. Parbeszed a babval az anyamehben. Utmutato Kiado, Budapest 1998.
- György Hidas, Jenő Raffai, Judit Vollner: Lelki köldökzsinór. Beszélgetek a kisbabámmal (= Élet-világ sorozat. Bd. 5). Válasz, Budapest 2002, ISBN 963-9461-03-2.

in englischer Sprache:
- The Psychoanalysis of Somatic Sensations. The Prenatal Roots of Schizophrenia. In: International Journal of Prenatal and Perinatal Psychology and Medicine. Vol. 7 (1995), No. 1.
- Mother-Child Bonding Analysis in the Prenatal Realm. In: International Journal of Prenatal and Perinatal Psychology and Medicine. Vol. 9 (1997), No. 4.
- Mother-Child Bonding-Analysis in the Prenatal Realm: The Strange Events of a Queer World. In: International Journal of Prenatal and Perinatal Psychology and Medicine. Vol. 10 (1998), No. 2.

in deutscher Sprache:
- Der intrauterine Mutterrepräsentant. In: International Journal of Prenatal and Perinatal Psychology and Medicine. Vol. 8 (1996), No. 3.
- Mutter-Kind-Bindungsanalyse im pränatalen Bereich. In: International Journal of Prenatal and Perinatal Psychology and Medicine. Vol. 9 (1997), No. 4.
- Mutter-Kind Bindungsanalyse im intrauterinen Bereich. Die sonderbaren Ereignisse einer seltsamen Welt. In: International Journal of Prenatal and Perinatal Psychology and Medicine. Vol. 10 (1998), No. 2.
- Hidas György, Jenö Raffai: Nabelschnur der Seele. Psychoanalytisch orientierte Förderung der vorgeburtlichen Bindung zwischen Mutter und Baby. Psychosozial, Gießen 2006, ISBN 3-89806-458-1.